# Makala (film)
Pour les articles homonymes, voir Makala.
Pour plus de détails, voir Fiche technique et Distribution.
Makala est un documentaire français réalisé par Emmanuel Gras et sorti en 2017. Le film reçoit le Grand prix de la Semaine de la critique au Festival de Cannes 2017.

## Présentation
Ce film documentaire a été tourné dans la région sud du Katanga, autour de Kolwezi, en République démocratique du Congo, en région très majoritairement chrétienne, dans les années 2015.
Il accompagne un jeune du monde rural, pendant plusieurs semaines, de manière strictement chronologique, dans ses occupations, et ses rencontres, sans qu'aucun commentaire soit fourni.

## Synopsis
Kabwita Kasongo, un jeune Congolais pauvre, marié et père de trois filles, habite une case sommaire en adobe dans un village rural traditionnel avec sa femme Lydie et veut améliorer sa maison avec un toit de qualité. Pour cela, il projette d'acheter une quinzaine de tôles ondulées dans la ville voisine. C'est pourquoi il entreprend de se consacrer, comme de nombreux pauvres de la région, à la fabrication de charbon de bois (makala en swahili). 
Cette tâche immense consiste d'abord à abattre un arbre monumental (autorisé) à l'aide d'une hache élémentaire, à transporter et déplacer de gros blocs de bois et des branches volumineuses au prix d'efforts surhumains, puis de le transformer à la hache en une multitude de petits blocs de bois et de petites bûches. Après de longs jours de lutte harassante contre le géant végétal, il dispose le bois en un imposant dôme de plusieurs mètres cubes qu'il doit ensuite recouvrir soigneusement d'une bonne couche de terre. Puis il aménage quelques trous dans le dôme et met le feu à l'ensemble qui va se consumer lentement pour former le précieux makala. Enfin, Kabwita éteint chaque bûchette noircie en crachant dessus des gorgées d'eau. 
La deuxième étape est encore plus épuisante : le transport de sacs de charbon depuis son village jusqu'à la grande ville où les vendre. Il charge alors le charbon dans six ou huit gros sacs chargés de 20 kilos de matière et les installe sur un vélo de fortune, soigneusement disposés de manière à charger un maximum de charbon, d'un poids probablement compris entre 100 et 200 kilos. Le vélo, équipé d'une solide béquille et d'une tige verticale qui actionne le guidon, ne peut être couché à terre, car il serait impossible à relever. Chargé à bloc, il ne peut être déplacé qu'en le poussant à pied, en luttant à la fois contre le poids du chargement, les côtes et le risque que le vélo chute à terre. 
Kabwita se lance alors dans un périple surhumain de 50 kilomètres, muni d'un simple bidon d'eau, presque sans nourriture. Il est filmé de très près par le caméraman et on assiste en gros plan à son calvaire pendant plusieurs jours et plusieurs nuits, au milieu des chemins de brousse et des champs, puis des grandes pistes de terre saturées de camions, d'autobus, de 4x4, de motos de poussière, et de quelques autres pauvres pousseurs de vélos, dans un pays où la sécurité et le code de la route sont juste un rêve. Au péril de sa vie, marchant à quelques centimètres des véhicules lancés à toute allure, on le voit à bout de force, incapable de franchir une côte ; puis il subit le racket d'individus malintentionnés qui lui retiennent un sac de charbon — sorte de laisser-passer pour franchir une frontière imaginaire —, et à la merci de voyous qui peuvent l'attaquer à tout moment. Un jour, alors que son vélo est appuyé sur la béquille sur le bord de la route et que le jeune homme s'offre un peu de repos à l'ombre, un camion percute le vélo qui s'écrase dans le fossé en éventrant un ou deux sacs. Désespéré, il obtient toutefois la solidarité de passants qui l'aident à remettre péniblement sur pied le vélo endommagé et lourdement chargé.
Puis vient l'heure, une fois qu'il arrive enfin en ville, de la vente du charbon sur le marché de la capitale, saturée de population et de bruit. Mais le commerce est difficile car les clients marchandent âprement les prix — qu'il voudrait vendre entre 3 500 et 4 500 francs le sac — au mépris du travail fourni. Une fois l'ensemble des sacs vendus, Kabwita se rend dans une échoppe pour acheter les précieuses tôles. Mais à 11 500 francs l'unité, il pourrait à peine en acheter une au lieu des quinze espérées. Résigné, il se rend dans une église sommaire où des fidèles en transe, se livrent, sous les injonctions d'un prédicateur, à des prières enflammées. Il implore alors Dieu de lui donner la force de vivre.
Le réalisateur filme ce labeur démesuré, exténuant et mutique de la grande pauvreté, tel un véritable chemin de croix.

## Fiche technique
- Titre du film : Makala
- Réalisation, scénario et photographie : Emmanuel Gras
- Son : Manuel Vidal
- Montage : Karen Benainous
- Musique : Gaspar Claus
- Production : Nicolas Anthome - Bathysphère, en association avec Cinémage 11
- Pays d'origine :  France
- Genre : documentaire
- Format : couleur
- Durée : 96 minutes
- Dates de sortie : 
  - France : 23 mai 2017 au Festival de Cannes (Semaine de la critique) et 6 décembre 2017 en salles

## Distribution
- Kabwita et Lydie Kasongo, dans leurs propres rôles

## Commentaires
- « Est-on face à une esthétisation du malheur ? ou à un bouleversant exercice de compassion ? La question reste flottante, et le soleil continue de brûler au purgatoire. »[1]
- « Le film pose avec splendeur la question de la valeur travail et des ressorts classiques et universels de l'exploitation de la condition ouvrière. Mais ici, aucune velléité de révolte. C'est la foi chrétienne qui maintient l'espoir. »[2]
- « Makala se construit en « bel objet » cinématographique sur le dos de son sujet, offrant une photographie coquette et dépolitisée de la misère du monde. »[3]

## Distinctions
- Festival de Cannes 2017 :
  - Grand prix de la Semaine de la critique
  - Mention spéciale de L'Œil d'or
- Cinema Extraordinare du Festival international du film de Bergen 2017